# Klooster van San Salvador de Leyre

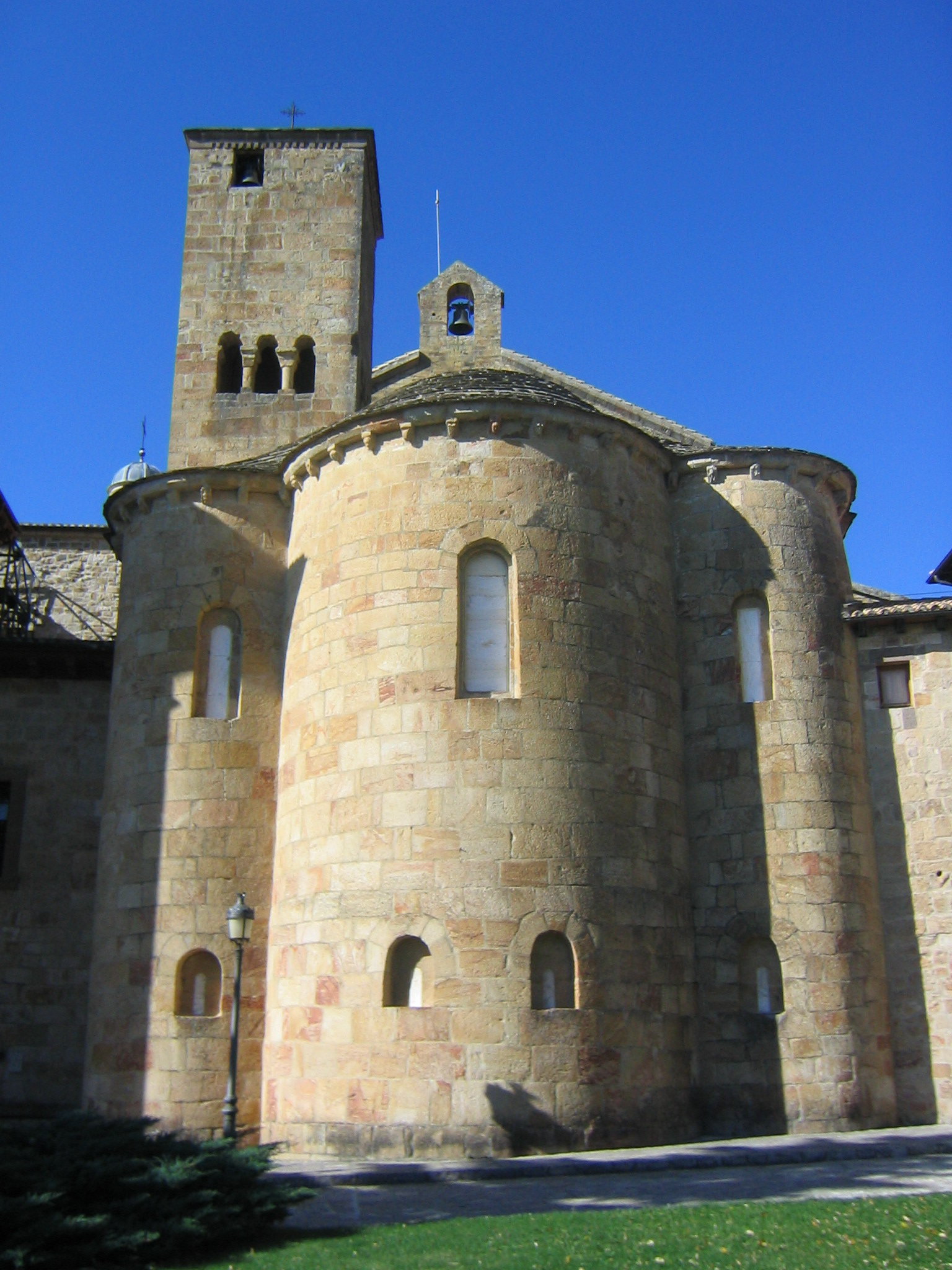
Leyre, buitenzijde apsis

Het klooster van San Salvador de Leyre bevindt zich ten zuidwesten van Pamplona, in de regio Navarra, Spanje, hoog boven het stuwmeer van Yesa.
Het was eeuwenlang een belangrijk spiritueel centrum.
Het is in de tweede helft van de twintigste eeuw gerestaureerd. Een deel van het klooster is nu in gebruik als hotel.

## Ligging

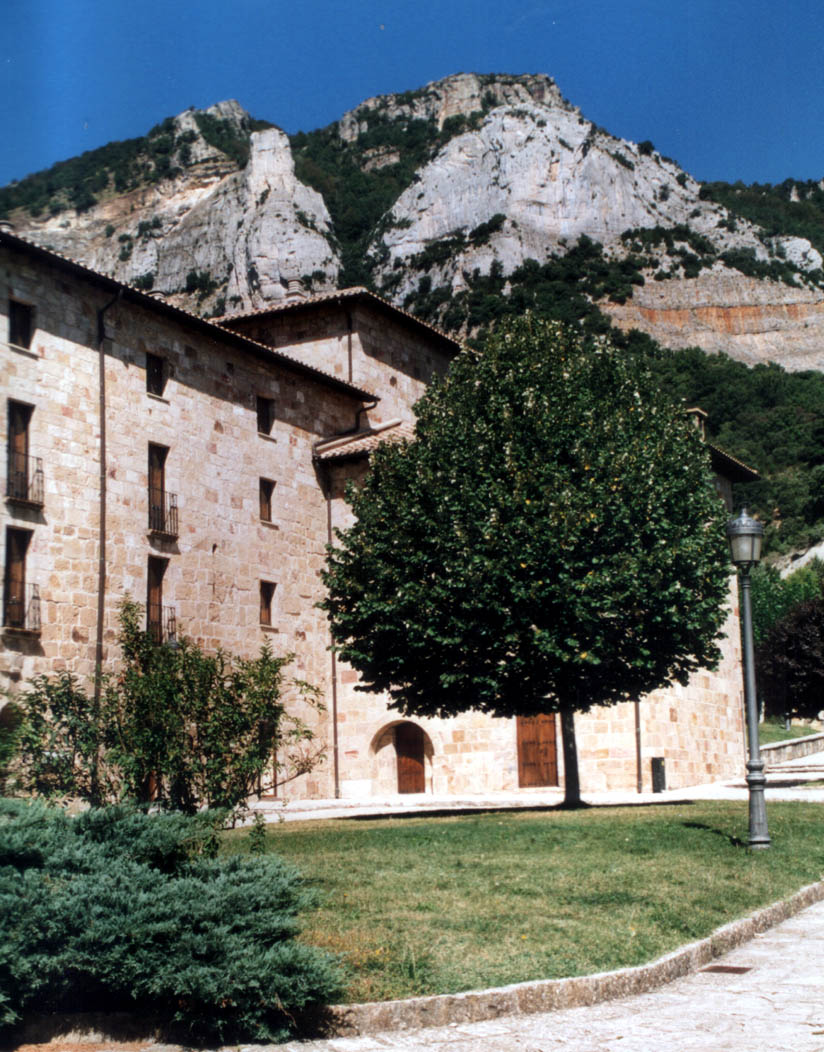
Kloostergebouw met de Sierra de Leyre op de achtergrond

Het klooster ligt ca. 50 km ten zuidoosten van Pamplona in de gemeente Yesa aan de voet van de Pyreneeën, boven het dal van de Aragón. De rotsachtige Sierra de Leyre ligt nabij het klooster.

## Geschiedenis

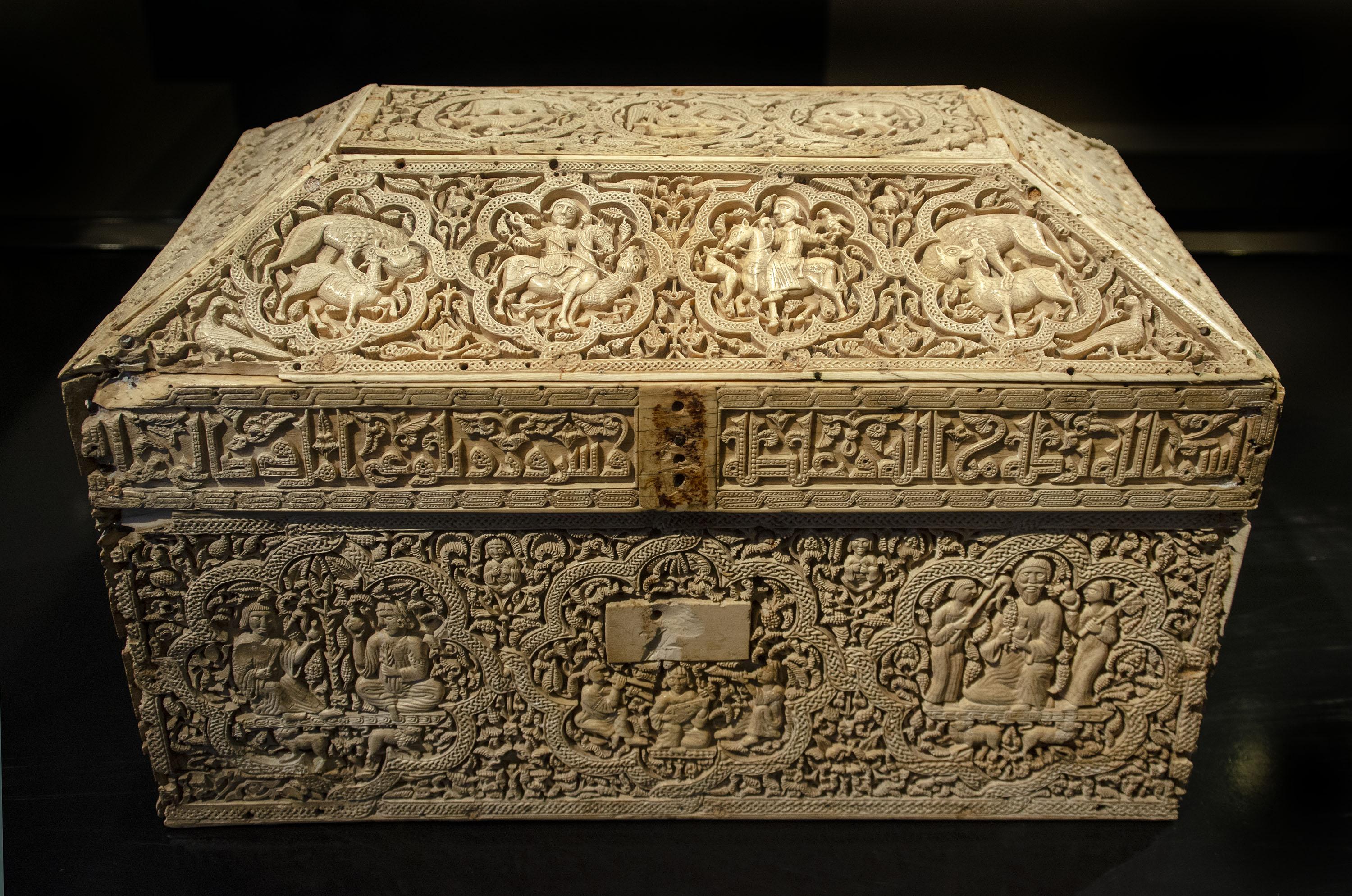
Reliekhouder, tegenwoordig in het Museo de Navarra in Pamplona

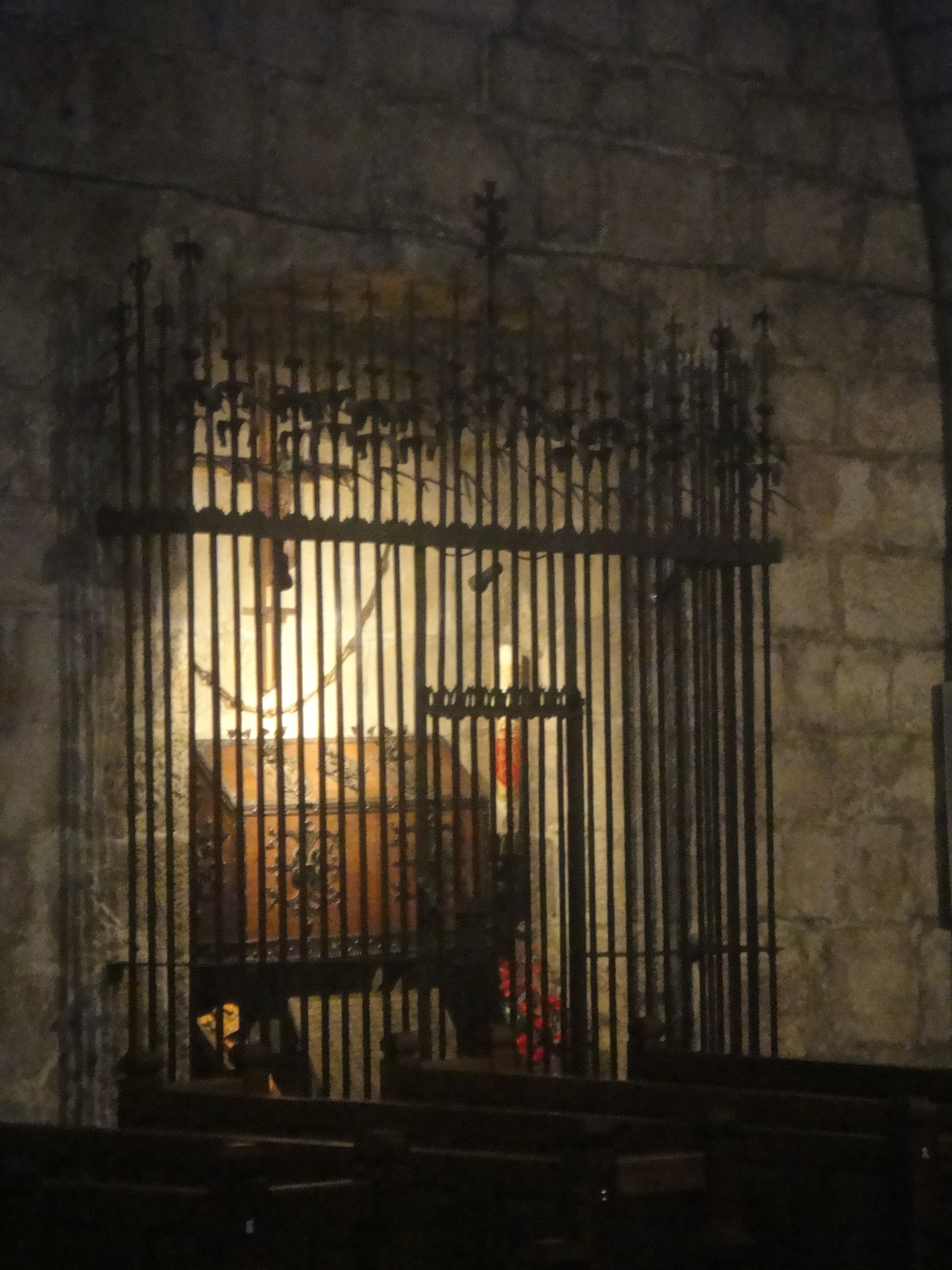
Sarcofaag in de kerk met de resten van de koningen van Navarra

Het stichtingsjaar is onbekend. De oudste bewaarde aanduiding is in een brief van 15 november 851 van Eulogius van Córdoba aan Wilesindo, Bisschop van Pamplona, waarin hij schrijft zich een bezoek aan het klooster te herinneren. Rond 860 verkreeg het klooster de relikwieën van de Heiligen Nunilo en Alodia, die tegenwoordig in het museum van Navarra in Pamplona worden bewaard.
Na de verwoesting van Pamplona door Abd al-Rahman III in 924 diende het klooster tot 1023 als zetel van het bisdom, waardoor de abt van Leyre vaak tegelijk bisschop van Pamplona was. Ook was het klooster in die tijd af en toe residentie van de koning van het Koninkrijk Navarra, waar deze koningen ook werden begraven. In de 12 eeuw kwam het geregeld tot onenigheid tussen de bisschop van Pamplona en het zeer rijke klooster. Tot het klooster behoorden in die tijd 58 dorpen met 71 kerken en andere kloosters. De toenemende stroom pelgrims op de Pelgrimsroute naar Santiago de Compostella zorgde voor extra inkomsten.
Het klooster behoorde aanvankelijk tot de orde van de benedictijnen maar werd in de loop van de 13e eeuw van de cisterciënzers, daarbij werd het een dochterklooster van de Abdij van Morimond. 
Tijdens de desamortisatie onder Isabella II van Spanje werden de Spaanse kloosters opgeheven en de cisterciënzers in 1836 uit Leyre verdreven. In 1954 werd het complex weer door Benedictijners uit Santo Domingo de Silos overgenomen. Zij namen de sanering van het inmiddels bouwvallige complex ter hand en voerden de praktijk van Gregoriaanse muziek weer in.

## Gebouwen

### Crypte

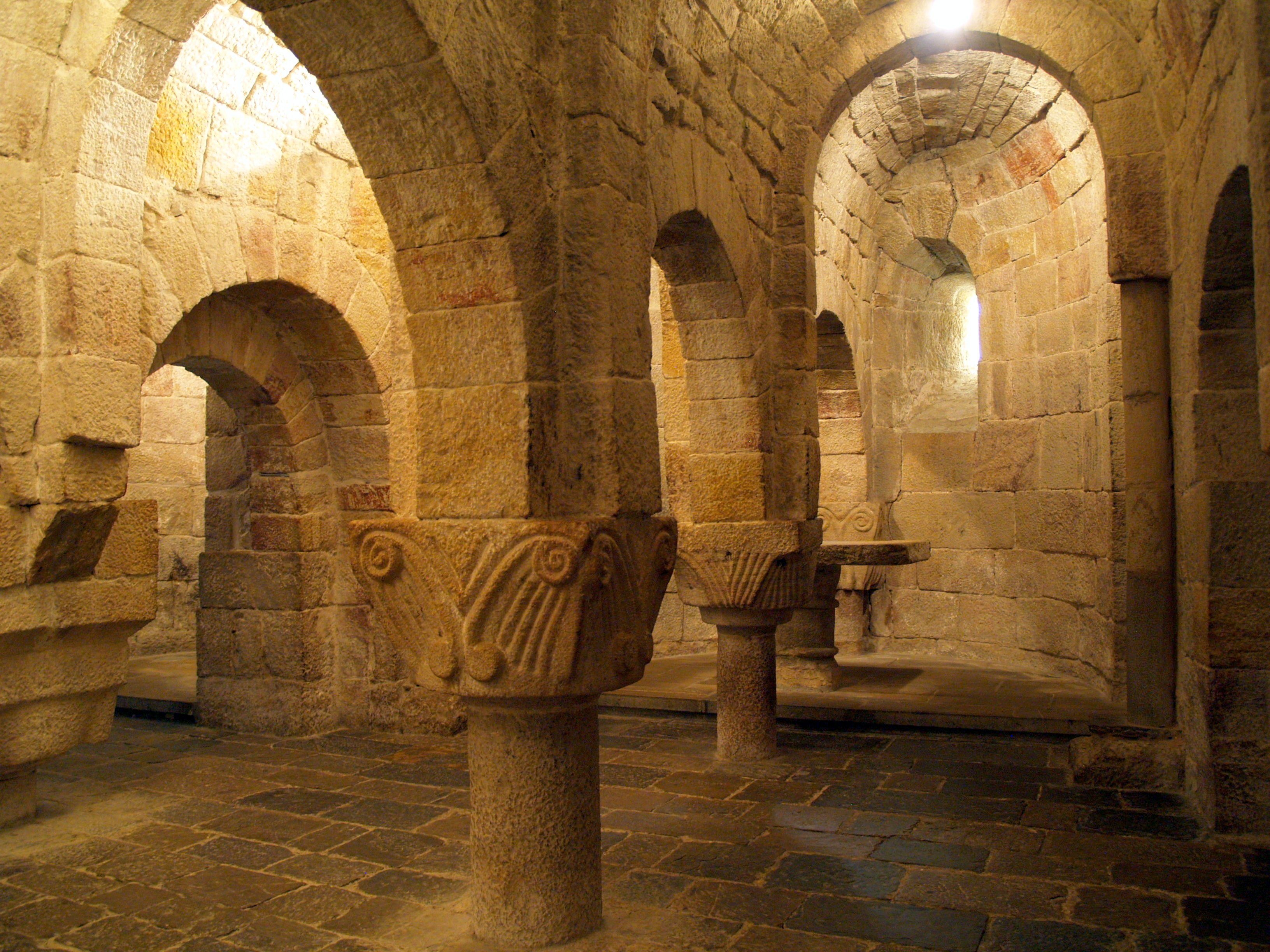
Crypte

De crypte van de kloosterkerk Santa María de Leyre, die tegelijk grafkelder van de koningen van Navarra was, dateert mogelijk uit de 9e eeuw. Volgens andere dateringen kan de crypte van "voor 1057" zijn. Op het gewelf van de crypte rust het koor van de kerk. De stevige pijlers van de crypte rusten op relatief dunne trommelschachten, een constructie bouwkundig en functioneel niet goed te verklaren is.

### Kerk

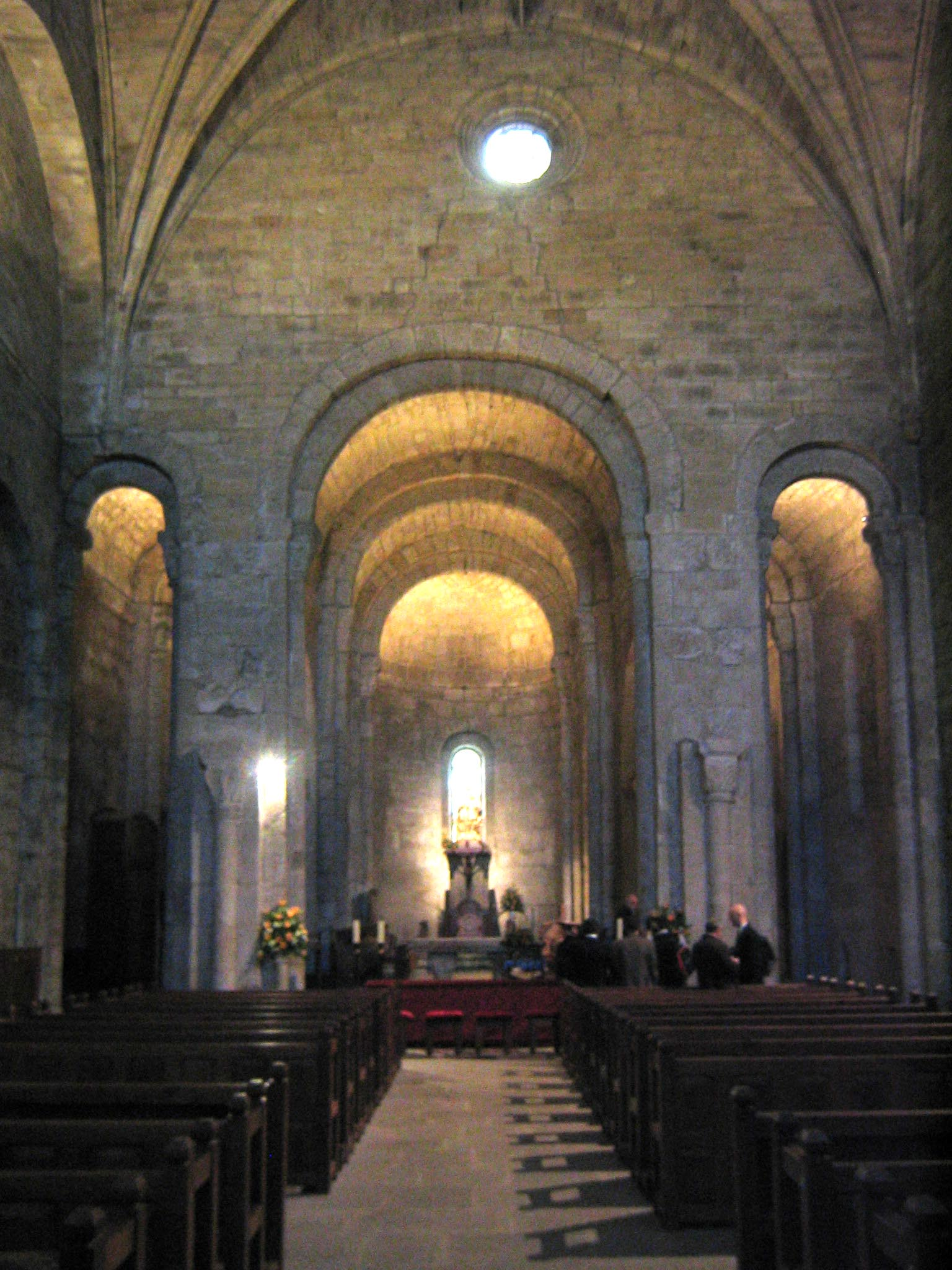
Interieur van de kerk

Het koor van de kerk in Romaanse stijl, wordt eveneens gedateerd op "voor 1057". Archeologische vondsten duiden op een oorspronkelijk driebeukig schip. Toen Navarra in 1076 aan Aragón ging behoren, verloor het zijn functie als centrum van de regerende dynastie - de koningen van Aragón hadden met het San Juan de la Peña al een klooster tot hun beschikking – en de bouwwerkzaamheden in Leyre kwamen grotendeels stil te liggen.
Het westportaal uit de eerste helft van de 12e eeuw, de hoofdingang van de kloosterkerk, werd nog afgemaakt. Eigenlijk was het westportaal ontworpen voor een veel grotere kerk, die echter niet meer werd gebouwd. Naast de Santa María la Real in Sangüesa is dit de meest complexe hoofdingang, die in Romaanse stijl in Noord-Spanje werd gemaakt, zij het van "provinciale kwaliteit". Het westelijk deel van de kerk werd onder de cisterciënzers in de 14e eeuw in vroeg-gotische vormen verbouwd, waarbij de indeling van het schip in drie beuken werd losgelaten.

### Andere gebouwen
De kruisgang is niet meer aanwezig. De abdijgebouwen dateren uit de 17e en 18e eeuw. Bij het klooster bevinden zich een hotel en restaurant, echter geen onderkomen voor pelgrims.

## Monument
De gebouwen zijn sinds 1867 een monument (Bien de Interés Cultural) naar Spaans recht en onder nummer (R.I.) - 51-0000007-00000 in het Nationaal Register ingeschreven.

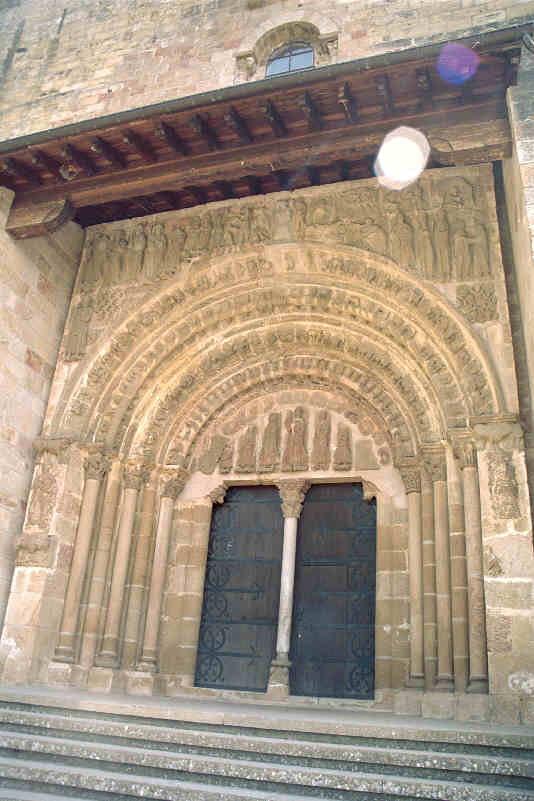
Hoofdingang van de kloosterkerk

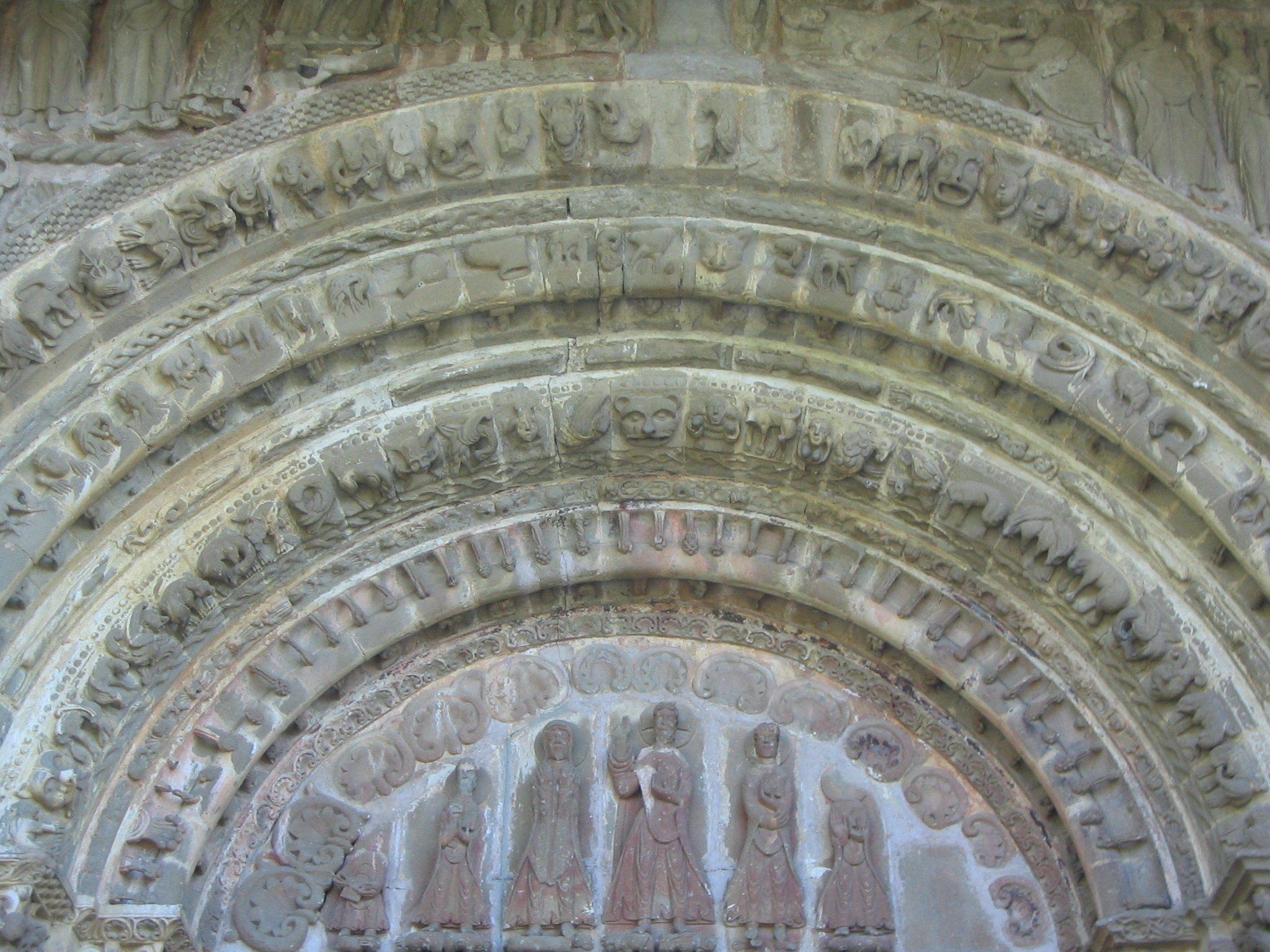
Timpaan boven de hoofdingang

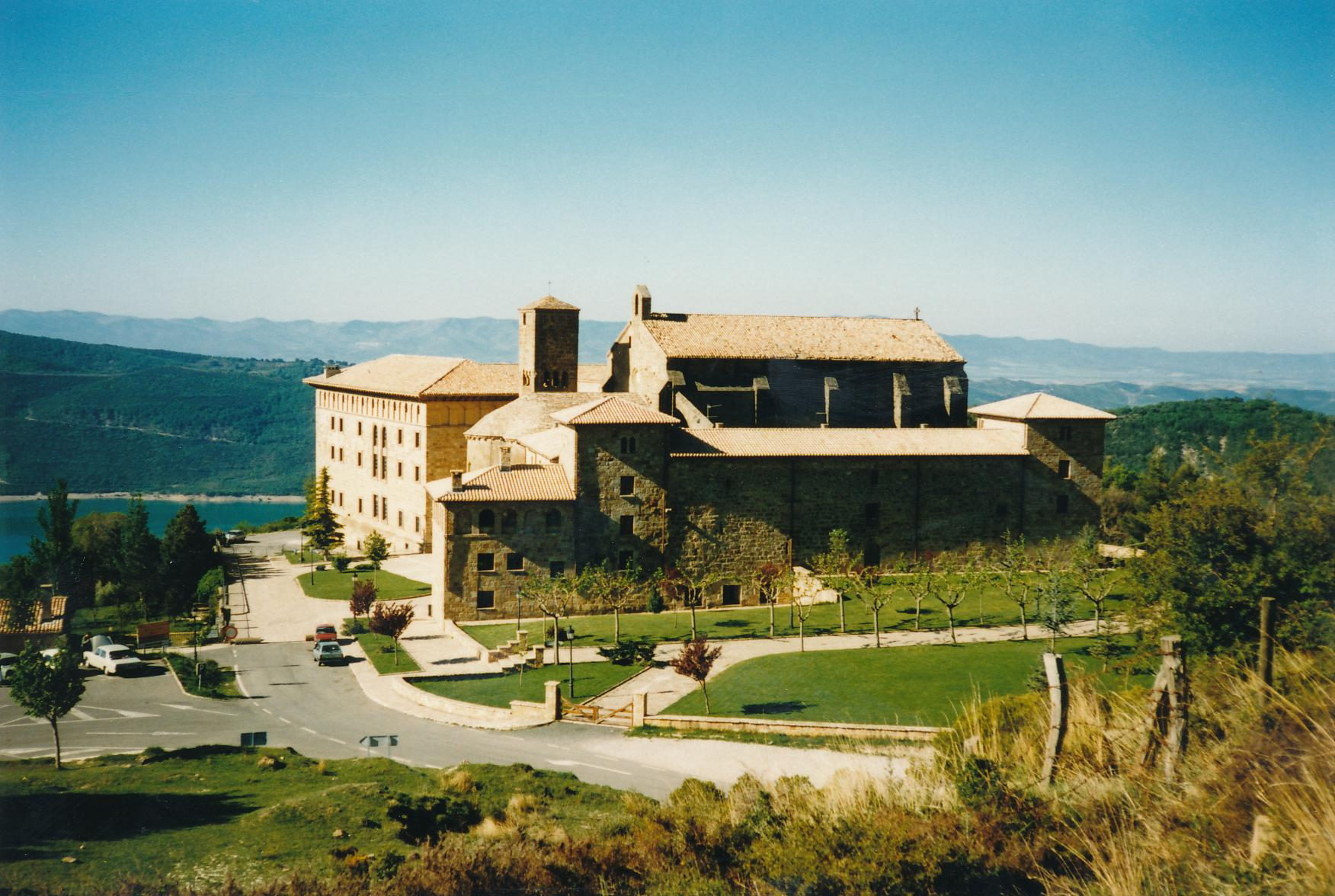
Kloosterverblijven